# Ransford Osei
Ransford Osei (Accra, 5 december 1990) is een Ghanese voetballer. Hij is eigendom van Maccabi Haifa uit Israël. In het seizoen 2010/11 komt hij op huurbasis uit voor Granada CF in de Spaanse Segunda División A.

## Clubloopbaan
Osei kwam in zijn geboorteland uit voor Kessben FC. In februari 2008 leek Osei te worden verhuurd aan Legia Warschau, waarvoor hij één keer uitkwam. De FIFA blokkeerde de overgang echter omdat Osei als 17-jarige geen werkvergunning kon krijgen. In oktober 2008 werd hij verhuurd aan Maccabi Haifa in Israël, waar hij een maand later een driejarig contract tekende. In de zomer van 2009 werd hij door de Israëlische club verhuurd aan FC Twente in Nederland, dat tevens een optie tot koop bedong. Gedurende het seizoen 2009/10 kwam Osei echter enkel uit voor het tweede elftal van FC Twente. Doordat de optie tot koop niet gelicht werd, verliet hij de club aan het einde van het seizoen. In de aanloop naar het seizoen 2010/11 doorliep hij oefenstages bij het Griekse Panionios en het Spaanse Villarreal CF. Door Maccabi werd hij uiteindelijk verhuurd aan Granada CF in de Spaanse Segunda División A.

## Nationaal elftal
Osei maakte indruk in het nationale elftal voor spelers onder de zeventien jaar. Op het wereldkampioenschap tot 17 jaar in 2007 werd hij tweede op de topscorerslijst met zes doelpunten. Met het U17-elftal maakte hij op 11 november 2007 een hattrick tegen de leeftijdsgenoten van Togo, waarop hij prompt door bondscoach Claude Le Roy werd uitgenodigd voor de selectie van Ghana, dat een week later eveneens tegen Togo speelde. Osei werd in november 2007 door het sporttijdschrift World Soccer genoemd bij de vijftig grootste internationale voetbaltalenten van dat moment.
Op het Afrikaans kampioenschap voor spelers onder de 20 jaar in januari 2009 werd Osei met Ghana kampioen. Hij werd topscorer en gekozen tot speler van het toernooi. In de met 2-0 gewonnen finale tegen Kameroen scoorde hij beide doelpunten. In oktober 2009 werd Osei met Ghana -20 wereldkampioen. Hij maakte in januari 2010 deel uit van de selectie van Ghana tijdens de African Cup of Nations 2010, maar kwam niet tot spelen. In augustus 2010 maakte hij zijn debuut voor Ghana in een oefenwedstrijd tegen Zuid-Afrika. In de met 1-0 verloren wedstrijd kwam hij in het veld voor Asamoah Gyan.

## Erelijst

### In clubverband
- Landskampioen Israël: 2009 (Maccabi Haifa)
- Landskampioen Nederland: 2010 (FC Twente)

### Nationale elftal
- Afrikaans kampioen onder 20: 2009
- Wereldkampioen onder 20: 2009

### Individueel
- Topscorer Afrikaans kampioenschap onder 20: 2009